# Seligmann Baer

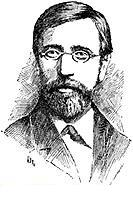
Seligmann Baer

Seligmann Baer (* 18. September 1825 in Mosbach, jetzt Wiesbaden; † 31. März 1897 in Biebrich, ebenda) war ein deutscher jüdischer Gelehrter und Masora-Spezialist. Von ihm stammen verschiedene Bibeltextausgaben und Werke zur jüdischen Liturgie.

## Leben und Werk

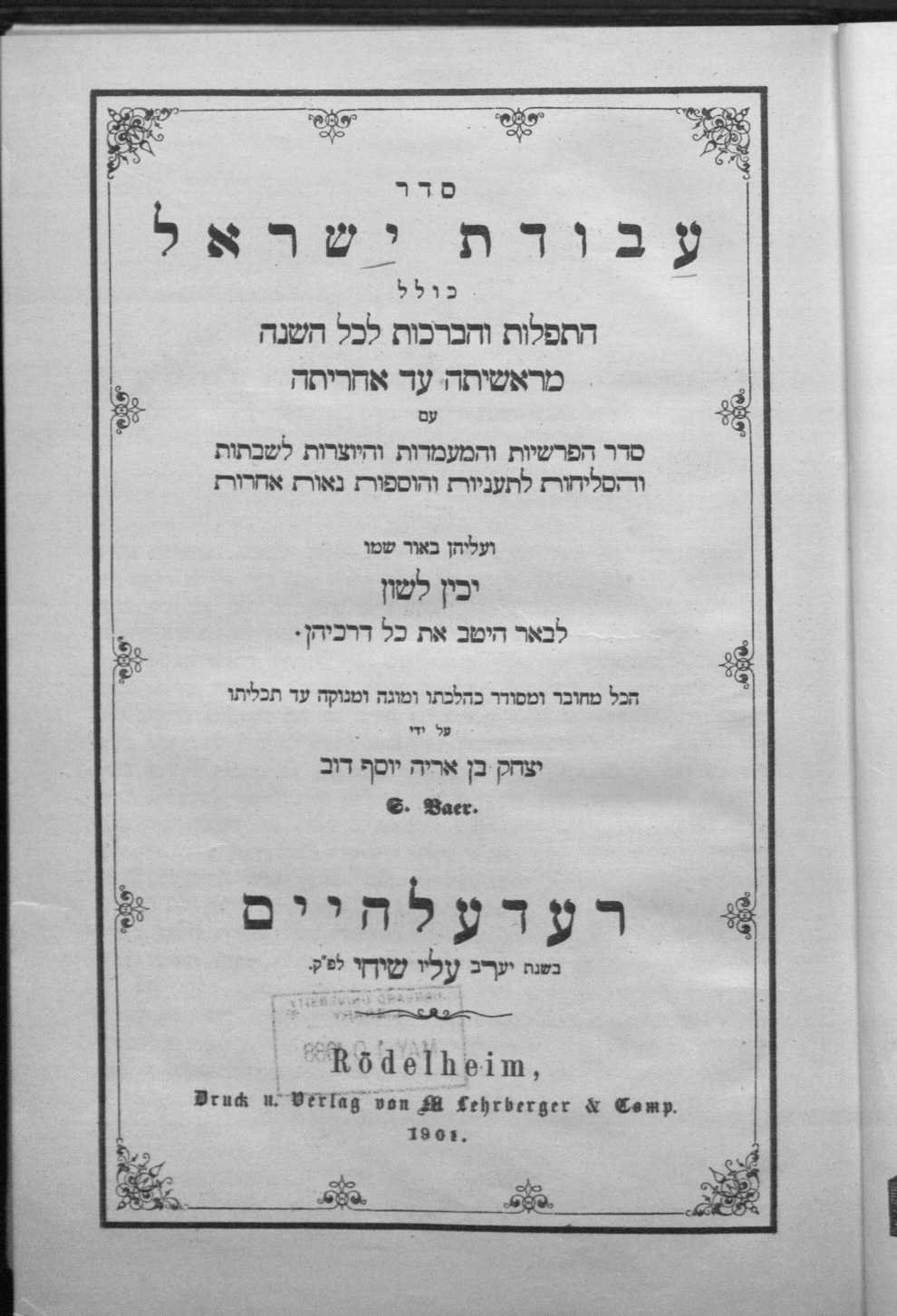
Titelblatt der Seder Avodat Yisroel-Ausgabe von 1901

Baer gehört zur Schule von Wolf Heidenheim, der ihm auch einige seiner Manuskripte vermachte und dessen Methodik und Vorhaben zur Edition liturgischer Texte Baer weiter verfolgte.
1852 publizierte Baer eine Darstellung zur biblischen hymnischen Poesie, Torat Emet.
Viele von Baers Publikationen entstanden in Zusammenarbeit mit seinem Freund Franz Delitzsch, der die Publikationen finanzierte und Baer als Mitherausgeber zu seiner kritischen Textausgabe des Alten Testaments heranzog. Dieser voraus erschien bereits 1860 im Commentar zu den Psalmen als Beigabe Baers Darstellung zum Accentuationssystem der Psalmen, des Buches Hiob und der Sprüche. Es folgten weitere Editionen mit Einbezug des masoretischen Textes, in einer Zweitauflage des genannten Werks auch mit Beigabe der Übertragung des Hieronymus. Die von 1869 bis 1895 erschienene, gemeinsam herausgegebene Textausgabe blieb unvollendet; nicht erschienen sind Exodus und Deuteronomium. Sie enthält die folgenden Bücher: 1869 Genesis, 1872 Jesaja, 1875 Hiob, 1878 Kleine Propheten, 1880 Psalmen, 1880 Sprüche Salomons, 1882 Daniel, Esra, Nehemia, 1884 Ezechiel, 1885 Hohelied, Ruth, Klagelieder, Kohelet, Esther, 1888 Bücher der Chronik, 1890 Jeremia, 1891 Josua, Richter, 1892 Samuelbücher, 1895 Bücher der Könige.
1867 legte Baer eine Analyse des Nebentonakzents vor (Die Methegsetzung).
Als ein Hauptwerk gilt das 1868 veröffentlichte Seder Avodat Yisroel, eine umfangreiche Sammlung jüdischer Gebete mit ausführlichen Erläuterungen (Yakhin Lashon).
1879 edierte Baer zusammen mit Hermann Leberecht Strack das grammatische Lehrbuch Diqduqe ha-Teamim des Aaron ben Ascher (Leipzig 1879).

## Rezeption
Baers masoretische Textausgabe wurde weithin als adäquate Wiedergabe der masoretischen Tradition rezipiert; Christian David Ginsburg und Emil Kautzsch äußerten sich aber auch kritisch. Baer hat seinerseits die Masora-Ausgabe Ginsburgs kritisiert. Bruno Baentsch kritisiert einige „Schrullen“, etwa, dass Baer „auf Künsteleien und Spitzfindigkeiten späterer Punktatoren (der sog. Naqdanim) ein ungebührliches Gewicht legte und es bei der Annahme von Lesarten zuweilen an der Anwendung der richtigen kritischen Methode fehlen ließ“.
Der von Baer konstituierte Texte wurde auch in die Wilnaer rabbinische Bibeledition Mikra'ot Gedolot aufgenommen.
Auf Anregung von Delitzsch geht auch zurück, dass Baer 1876 an der Universität Leipzig in Philosophie in absentia promoviert wurde. Baer bekleidete jedoch nie eine akademische Position. Die Stadt Biebrich verlieh Baer 1882 die Ehrenbürgerwürde.
Seine Auslegungen und Datierung von Texten galten als maßgebend für spätere Übersetzungen, z. B. von Adolph Neubauer.
Baers liturgische Editionen wurden in vielen Synagogen verwendet; auf Avodat Yisrael gehen viele nachfolgende Siddur-Ausgaben zurück.

## Werke
- Seder Avodat Yisroel, Rödelheim, 1868